# Куликов, Дмитрий Семёнович
Дмитрий Семёнович Куликов (1873 — ?) — крестьянин, член Государственной думы I созыва от Тульской губернии.

## Биография
Крестьянин деревни Лошатовка Косяевской волости Венёвского уезда Тульской губернии. Получил домашнее образование. Работал печником. С 18 лет служил в качестве члена первой артели посыльных в Санкт-Петербурге. Перед выборами в Думу служил ответственным кассиром в Императорском Царскосельском скаковом обществе. В Петербурге посещал публичные лекции, занимался самообразованием. Владел наделом земли, числился землевладельцем.
26 марта 1906 избран в Государственную думу I созыва от общего состава выборщиков Тульского губернского избирательного собрания. Вошёл в Трудовую группу. В Думских комиссиях не состоял.
Дальнейшая судьба и дата смерти неизвестны.